# 3737 Beckman
3737 Beckman este un asteroid descoperit pe 8 august 1983 de Eleanor Helin.